# Viceroy

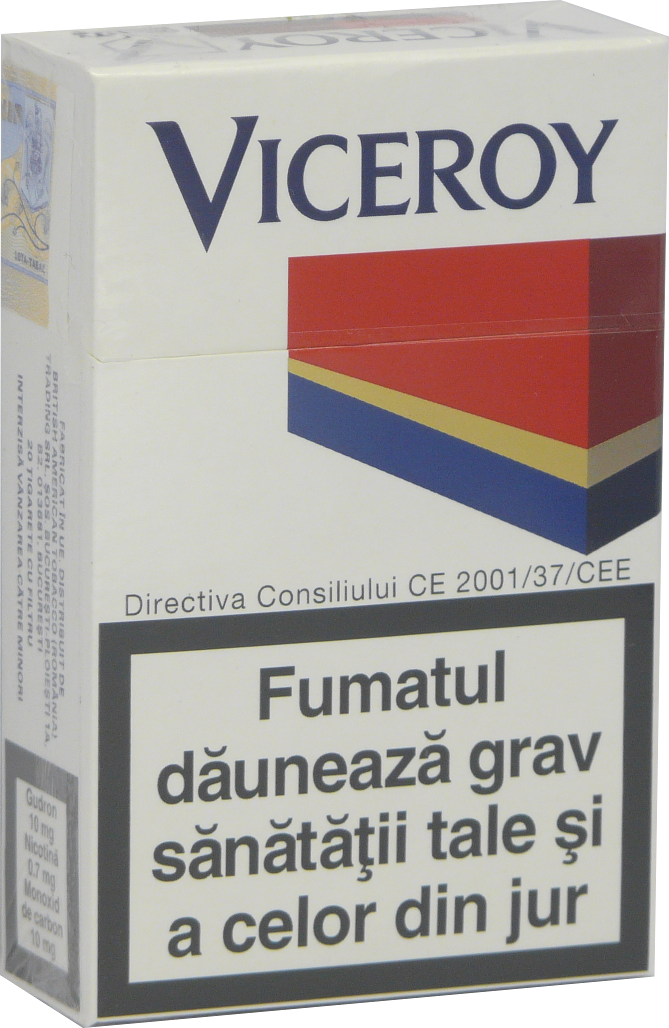
Rumuńska paczka papierosów Viceroy

Viceroy – marka niskobudżetowych papierosów, produkowana od 1936 roku. 
Papierosy Viceroy wprowadziła na rynek firma Brown and Williamson (B&W), którą kilka lat wcześniej kupił British American Tobacco (BAT). Były to jedne z najwcześniejszych papierosów z filtrem, a w ich reklamach pojawiali się lekarze zachęcający do ich palenia. Planowano także przeprowadzenie kampanii, która miałaby zachęcać do tego dzieci. Markę promowano także poprzez sport, gdyż od 1969 do 1998 roku w Hongkongu organizowane były zawody w piłce nożnej pod nazwą Viceroy Cup. Wycofane z części krajów w związku z obecnością w niektórych partiach i rodzajach tych papierosów genetycznie modyfikowanego tytoniu. Jest obecna na ponad 50 rynkach na świecie, w Polsce została zlikwidowana w 2017r. W jej miejsce pojawiła się marka Rothmans.

## Warianty
- Viceroy Red
- Viceroy Blue
- Viceroy Silver
- Viceroy Menthol
- Viceroy Red 23
- Viceroy Blue 23
- Viceroy Red 100's
- Viceroy Blue 100's
- Viceroy S-Line Red 40
- Viceroy S-Line Blue 40
- Viceroy S-Line Silver 40
- Viceroy S-Line Red 24
- Viceroy S-Line Blue 24
- Viceroy S-Line Menthol 24
- Viceroy S-Line Blue 20
- Viceroy S-Line Silver 20
- Viceroy Switch (z mentolową kapsułką)